# Pârâul Bisericii, Lupul
Pârâul Bisericii este unul din cele două brațe care formează râul Lupul. 